# بريسينشيو
بلدية بريسينشيو (بالإسبانية: Presencio)‏, هي إحدى بلديات مقاطعة برغش, التي تقع في منطقة قشتالة وليون, والتي تقع في شمال غرب إسبانيا.
يبلغ عدد سكانها 260 نسمة وفقاً لإحصائية سنة (2002).